# سفارة مصر في كندا
سفارة مصر في كندا هي أرفع تمثيل دبلوماسي لدولة مصر لدى كندا. تقع السفارة في أوتاوا وهي تهدف لتعزيز المصالح المصرية في كندا.

## وصلات خارجية
- قائمة سفارات مصر
- قائمة السفارات في كندا